# Malausac
Malauzat és un municipi francès situat al departament del Puèi Domat i a la regió d'Alvèrnia-Roine-Alps. L'any 2007 tenia 967 habitants.

## Demografia

### Població
El 2007 la població de fet de Malauzat era de 967 persones. Hi havia 344 famílies de les quals 44 eren unipersonals (12 homes vivint sols i 32 dones vivint soles), 112 parelles sense fills, 172 parelles amb fills i 16 famílies monoparentals amb fills.
La població ha evolucionat segons el següent gràfic:
Habitants censats

### Habitatges
El 2007 hi havia 379 habitatges, 352 eren l'habitatge principal de la família, 7 eren segones residències i 20 estaven desocupats. 361 eren cases i 16 eren apartaments. Dels 352 habitatges principals, 303 estaven ocupats pels seus propietaris, 44 estaven llogats i ocupats pels llogaters i 5 estaven cedits a títol gratuït; 7 tenien dues cambres, 25 en tenien tres, 86 en tenien quatre i 234 en tenien cinc o més. 309 habitatges disposaven pel capbaix d'una plaça de pàrquing. A 87 habitatges hi havia un automòbil i a 253 n'hi havia dos o més.

### Piràmide de població
La piràmide de població per edats i sexe el 2009 era:
| Homes | Edats   | Dones |
| ----- | ------- | ----- |
| 0     | 95 o +  | 0     |
| 0     | 90 a 94 | 0     |
| 0     | 85 a 89 | 0     |
| 0     | 80 a 84 | 4     |
| 4     | 75 a 79 | 12    |
| 8     | 70 a 74 | 4     |
| 4     | 65 a 69 | 20    |
| 20    | 60 a 64 | 16    |
| 8     | 55 a 59 | 36    |
| 36    | 50 a 54 | 16    |
| 64    | 45 a 49 | 64    |
| 52    | 40 a 44 | 48    |
| 40    | 35 a 39 | 32    |
| 32    | 30 a 34 | 40    |
| 24    | 25 a 29 | 12    |
| 24    | 20 a 24 | 28    |
| 44    | 15 a 19 | 24    |
| 36    | 10 a 14 | 24    |
| 28    | 5 a 9   | 36    |
| 24    | 0 a 4   | 12    |

## Economia
El 2007 la població en edat de treballar era de 701 persones, 518 eren actives i 183 eren inactives. De les 518 persones actives 492 estaven ocupades (259 homes i 233 dones) i 26 estaven aturades (8 homes i 18 dones). De les 183 persones inactives 79 estaven jubilades, 73 estaven estudiant i 31 estaven classificades com a «altres inactius».

### Ingressos
El 2009 a Malauzat hi havia 384 unitats fiscals que integraven 1.099,5 persones, la mediana anual d'ingressos fiscals per persona era de 22.250 €.

### Activitats econòmiques
Dels 51 establiments que hi havia el 2007, 1 era d'una empresa de fabricació d'altres productes industrials, 7 d'empreses de construcció, 26 d'empreses de comerç i reparació d'automòbils, 1 d'una empresa de transport, 3 d'empreses d'hostatgeria i restauració, 1 d'una empresa d'informació i comunicació, 3 d'empreses immobiliàries, 5 d'empreses de serveis, 2 d'entitats de l'administració pública i 2 d'empreses classificades com a «altres activitats de serveis».
Dels 11 establiments de servei als particulars que hi havia el 2009, 4 eren tallers de reparació d'automòbils i de material agrícola, 2 paletes, 2 guixaires pintors, 1 fusteria i 2 empreses de construcció.
Dels 11 establiments comercials que hi havia el 2009, 3 eren botigues de congelats, 1 una botiga d'equipament de la llar, 1 una sabateria, 2 botigues d'electrodomèstics, 1 una botiga de mobles, 2 drogueries i 1 una floristeria.
L'any 2000 a Malauzat hi havia 10 explotacions agrícoles.

## Equipaments sanitaris i escolars
El 2009 hi havia una escola elemental.

## Poblacions més properes
El següent diagrama mostra les poblacions més properes.